# 恩巴勒斯鎮區 (聖路易斯縣)
恩巴勒斯鎮區是美國明尼蘇達州聖路易斯縣的一個鎮區。根據2010年人口普查，本鎮區共有人口607人。本鎮區坐落於梅薩比鋼鐵山脈（Mesabi Iron Range）內，135號明尼蘇達州州道（MN 135）、21號聖路易斯縣高速公路（CR 21）和26號縣路（CR 26）是本鎮區中的主要道路。非建制地區恩巴勒斯亦位於本鎮區內。

## 溫度
恩巴勒斯鎮區的的年均溫度為34.5 °F（1.4 °C），使之成為州中最寒冷的地方。因為本鎮區是州中最寒冷的地方，因此它便得到了“冷點”（The Cold Spot）的別號。於2005年1月，本鎮區錄得接近其最低紀錄溫度，即−54 °F（−48 °C）的低溫。而本鎮區的非正式最低紀錄溫度則是於1996年2月錄得的−64 °F（−53 °C）。雖然泰勒環境儀器公司的溫度計紀錄了當時的最低溫度，而且該溫度計並非不能準確地測量溫度，但是因為美国国家气象局沒有紀錄當天的溫度，因此气象局沒有承認該紀錄為本鎮區的官方最低紀錄溫度。可惜的是，州中最低紀錄溫度並非在本鎮區中錄得，而是於1996年2月2日在本鎮區附近的桃爾錄得。該紀錄溫度為−60 °F（−51 °C）。>

## 名稱
本鎮區因為擁有特別的名稱，而在網絡上獲得一定的關注度。其名稱的特別之處就是它在英語中可以指「尷尬」。
本鎮區的名稱「Embarrass」是源自法語詞彙「Embarras」。「Embarras」在法語可以指「以障礙或困境阻礙」。當時，第一批到達這裡的歐洲人是一群法國皮毛商人，他們覺得這裡狹窄的淺河很難讓他們用作導航，因此他們將這裡命名為「Embarrass」，以顯示要在這裡導航將會被障礙或困境阻礙。

## 地理
本鎮區的座標為47°23′27″N 92°08′28″W / 47.3908°N 92.1411°W（47.3908,-92.1411）。根據2000年人口普查，恩巴勒斯鎮區的總面積為32.8平方英里（85平方），其中有32.7平方英里（85平方），即99.76%為陸地；0.1平方英里（0.26平方），即0.24%為水域。
本鎮區位於弗吉尼亞以東北22英里（35.4公里）、伊利以西南27英里（43.5公里）、桃爾以南12英里（19.3公里）、以及杜魯斯以北86英里（138.4公里）。本鎮區附近亦有不少城鎮，其中包括桃爾、奧羅拉、霍伊特萊克、比瓦比克和巴比特。
恩巴勒斯河於本鎮區附近流過，派克河亦流經本鎮區。

### 毗鄰鎮區、城市和社區
- 懷特鎮區：南方
- 霍伊特湖：東南方
- 沃薩鎮區：東方
- 熊島國家森林：東北方
- 庫格勒鎮區：北方
- 瓦尔斯滕：北方
- 弗米利恩湖鎮區：西北方
- 派克鎮區：西方
- 海伊湖：西南方

### 非建制地區
- 恩巴勒斯

## 人口
| 调查年                      | 人口  | 备注 | %±     |
| --------------------------- | ----- | ---- | ------ |
| 1970                        | 1,021 |      | —      |
| 1980                        | 1,154 |      | 13.0%  |
| 1990                        | 826   |      | −28.4% |
| 2000                        | 691   |      | −16.3% |
| 2010                        | 607   |      | −12.2% |
| [ 19 ] [ 20 ] [ 21 ] [ 22 ] |       |      |        |

根據2000年人口普查，恩巴勒斯鎮區擁有691居民、290住戶和196家庭。其人口密度為每平方英里21.1居民（每平方公里8.2居民）。本縣擁有330間房屋单位，其密度為每平方英里10.1間（每平方公里3.9間）。而人口是由98.41%白人、0.14%黑人、0.58%土著、0.14%亞洲人、0.14%其他種族和0.58%混血构成。而西班牙裔或拉丁美洲人佔了人口0.43%。
在290住户中，有23.8%擁有一個或以上的兒童（18歲以下）、57.6%為夫妻、5.2%為單親家庭、32.4%為非家庭、26.9%為獨居、8.6%住戶有同居長者。平均每戶有2.37人，而平均每個家庭則有2.87人。在691居民中，有22%為18歲以下、6.2%為18至24歲、25.8%為25至44歲、30.4%為45至64歲以及15.6%為65歲以上。人口的年齡中位數為43歲，女子對男子的性別比為100：106.3。成年人的性別比則為100：104.2。
本縣的住戶收入中位數為$36,111，而家庭收入中位數則為$44,444。男性的收入中位數為$40,855，而女性的收入中位數則為$21,786，人均收入為$17,983。約6.6%家庭和8.6%人口在貧窮線以下，包括5.9%兒童（18歲以下）及5.2%長者（65歲以上）。